# Steven Candael
Steven Candael (Antwerpen, 26 september 1915 - Berchem, 18 november 1979) was een Belgisch componist en dirigent.

## Levensloop
Steven Candael was een zoon van de componist Karel Candael (1883-1948). Na de oude humaniora te hebben gevolgd aan het Koninklijk Atheneum in Antwerpen en een paar jaar geneeskunde te hebben gestudeerd aan de Vrije Universiteit Brussel, richtte hij zich voornamelijk op de muziek. In 1937-1939 studeerde hij harmonie, contrapunt, fuga, orkestratie en compositie, onder de leiding van zijn vader. Vervolgens studeerde hij orkestdirectie aan het Conservatoire royal de Bruxelles en werd in 1943 gediplomeerd.
Hij was
- oprichter en dirigent van het Groot Kamerorkest van Antwerpen (1940-1942);
- dirigent van de Filharmonische Vereniging van Brussel (1943-1948);
- gastdirigent van de Conservatoriumconcerten in Brussel (1946-1955);
- dirigent aan de Koninklijke Vlaamse Opera in Antwerpen (1950-1952);
- dirigent van het Antwerps mannenkoor Lasallekring (1948);
- dirigent van het Orchestra Sinfonica de Madrid (1948-1950);
- medeoprichter van De Philharmonie van Antwerpen, thans het Antwerp Symphony Orchestra (1955);
- stichter van het Antwerps Percussieorkest (1969).

Hij trad op als dirigent in Nederland, Duitsland, Frankrijk en Spanje. Hij bevond zich onder de gasten van gravin Hélène d'Hespel op het vijftiende en het zesendertigste van de Driekoningenkunstweekends in Beernem.

## Componist
Candael componeerde balletten en liederen, onder meer op teksten van Guido Gezelle, A. Herkenrath en Pierre Louÿs.
Hij maakte bewerkingen voor orkest of voor koor en orkest van composities die voor een of ander instrument waren gemaakt, zoals het Preludium en Fuga in A moll voor orgel van Johann Sebastian Bach.